# Пех
Пехи (пехты, пикты) — вид гномо-подобных существ в шотландской мифологии. Эти существа низкорослы, но довольно сильны. Они варили вересковый эль и сражались против шотландцев.
В одной сказке старый слепой пех на смертном одре просит сыновей дать ему пощупать их бицепсы, чтобы узнать, насколько сильными они стали. Сыновья в шутку подсунули ему металлическую чашку, которую, к их изумлению, отец сминает двумя пальцами, оказавшись даже при смерти сильнее своих молодых и здоровых сыновей.
Пех считался одним из коренных строителей каменных мегалитов древней Шотландии, наряду с гигантами.